# Brevicipitidae
Brevicipitidae là một họ động vật lưỡng cư trong bộ Anura. Họ này có 34 loài.

## Phân loại học

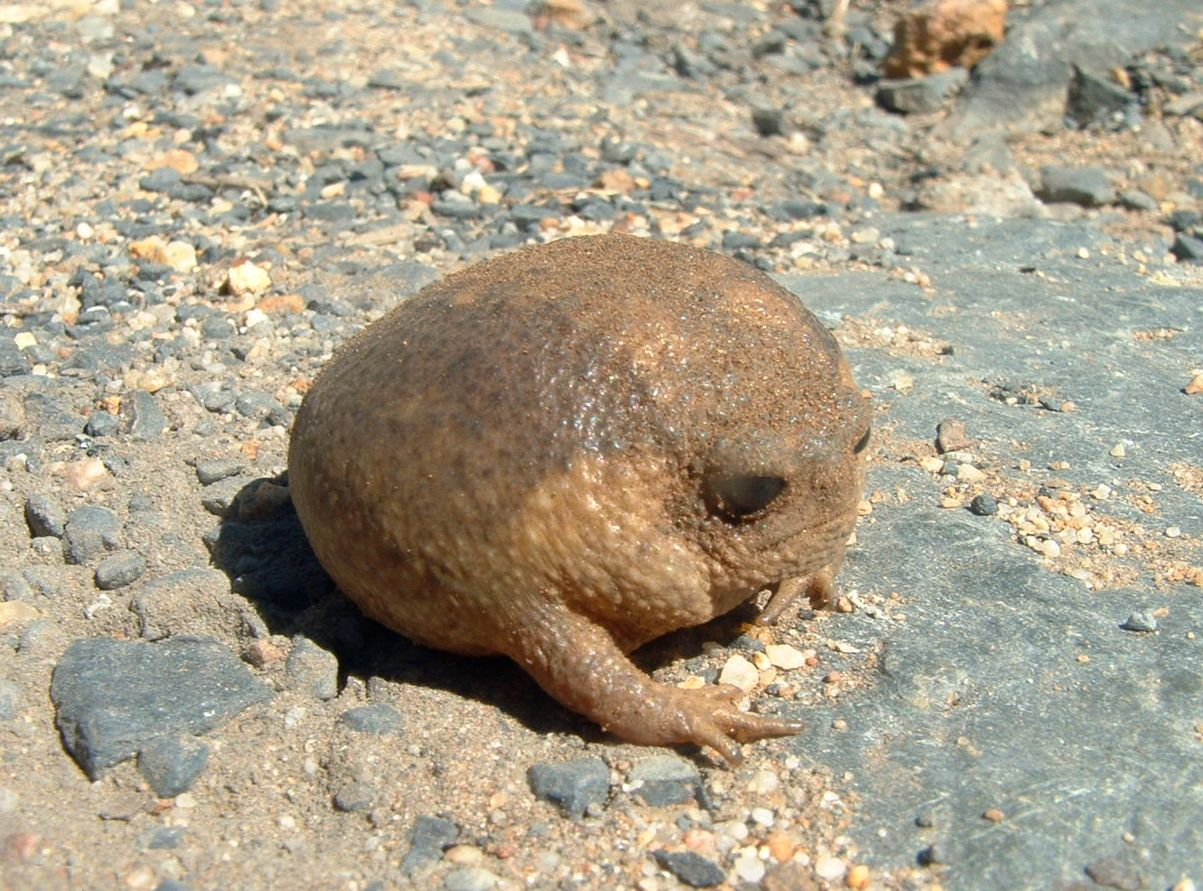
Breviceps gibbosus.

Họ Brevicipitidae gồm 5 chi với các loài sau:
- Chi Balebreviceps Largen & Drewes, 1989
  - Balebreviceps hillmani [LARGEN & DREWES, 1989]
- Chi Breviceps Merrem, 1820
  - Breviceps acutirostris [POYNTON, 1963]
  - Breviceps adspersus [PETERS, 1882]
  - Breviceps bagginsi [MINTER, 2003]
  - Breviceps branchi [CHANNING, 2012]
  - Breviceps fichus [CHANNING & MINTER, 2004]
  - Breviceps fuscus [HEWITT, 1925]
  - Breviceps gibbosus [LINNAEUS, 1758]
  - Breviceps macrops [BOULENGER, 1907]
  - Breviceps maculatus [FITSSIMONS, 1947]
  - Breviceps montanus [POWER, 1926]
  - Breviceps mossambicus [PETERS, 1854]
  - Breviceps namaquensis [POWER, 1926]
  - Breviceps poweri [PARKER, 1934]
  - Breviceps rosei [POWER, 1926]
  - Breviceps sopranus [MINTER, 2003]
  - Breviceps sylvestris [FITSSIMONS, 1930]
  - Breviceps verrucosus [RAPP, 1842]
- Chi Callulina Nieden, 1911
  - Callulina dawida [LOADER, MEASEY, DE SÁ, & MALONZA, 2009]
  - Callulina hanseni [LOADER, GOWER, MÜLLER & MENEGON, 2010]
  - Callulina kanga [LOADER, GOWER, MÜLLER & MENEGON, 2010]
  - Callulina kisiwamsitu [DE SÁ, LOADER & CHANNING, 2004]
  - Callulina kreffti [NIEDEN, 1911]
  - Callulina meteora [MENEGON, GOWER & LOADER, 2011]
  - Callulina laphami [LOADER, GOWER, NGALASON & MENEGON, 2010]
  - Callulina shengena [LOADER, GOWER, NGALASON & MENEGON, 2010]
  - Callulina stanleyi [LOADER, GOWER, NGALASON & MENEGON, 2010]
- Chi Probreviceps Parker, 1931
  - Probreviceps durirostris [LOADER & CHANNING, MENEGON & DAVENPORT, 2006]
  - Probreviceps loveridgei [PARKER, 1931]
  - Probreviceps macrodactylus [NIEDEN, 1926]
  - Probreviceps rhodesianus [POYNTON & BROADLEY, 1967]
  - Probreviceps rungwensis [LOVERIDGE, 1932]
  - Probreviceps uluguruensis [LOVERIDGE, 1925]
- Chi Spelaeophryne Ahl, 1924
  - Spelaeophryne methneri [AHL, 1924]

## Hình ảnh

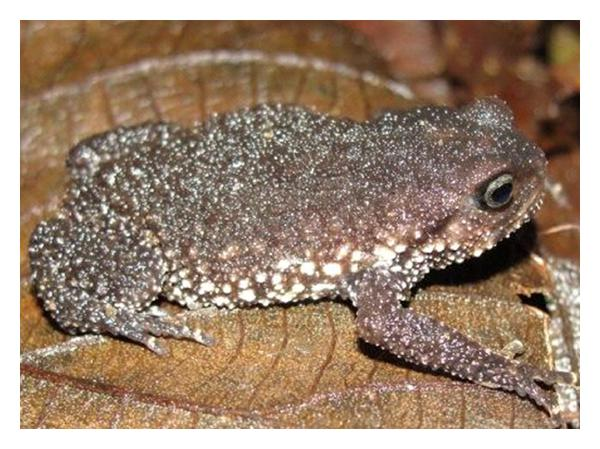
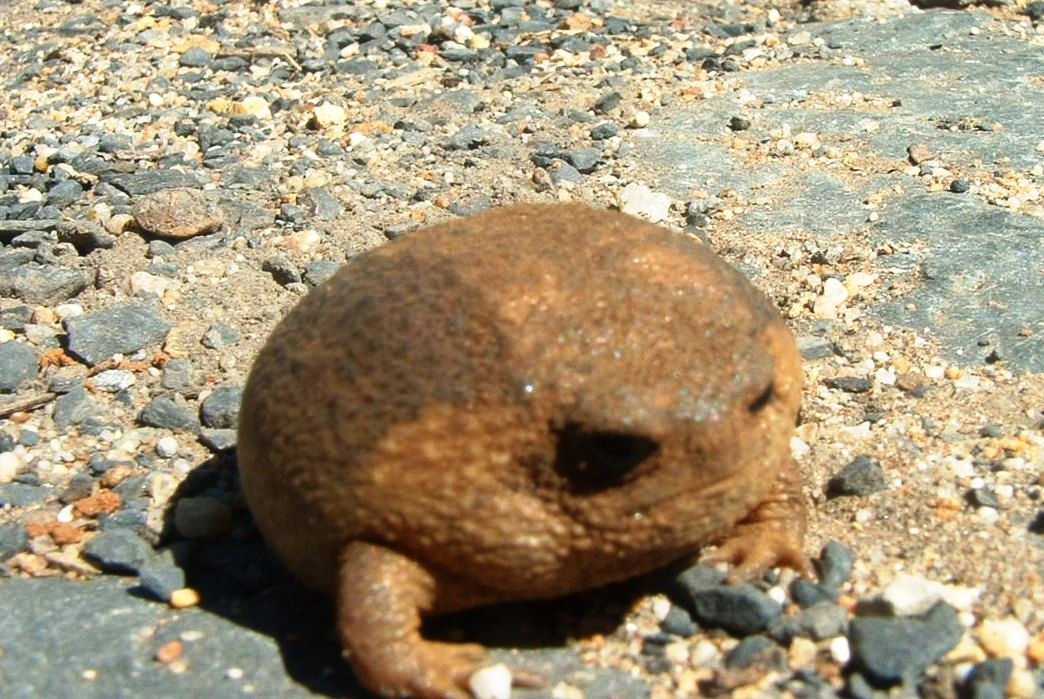